# پردازنده شبکه ای‌آر۷۱۶۱
- شرکت Atheros Qualcomm در زمینه توسعه نیمه هادی‌ها برای ارتباطات شبکه ای خصوصاً چیپست‌های بی‌سیم فعالیت می‌کند.
- شرکت آتروس کوال کام در سال ۱۹۹۸ توسط جمعی از متخصصان پردازش سیگنال از دانشگاه اسنفورد، کالیفرنیا، برکلی و بخش خصوصی پایه‌گذاری شد و در سال ۲۰۰۴ تبدیل به یک شرکت عمومی گشت.
- در حال حاضر مدیر عامل و رئیس فعلی این شرکت آقای کریگ اچ. بارت است.
- در ۲۴ مه ۲۰۱۱ این شرکت با نام آتروس کوال کام با مبلغی بالغ بر ۵/۳ بیلیون دلار به زیرمجموعه‌های شرکت کوال کام پیوست.
- چیپست‌های آتروس که مخصوص استاندارد شبکه‌های بی‌سیم IEEE 802.11 هستند توسط بیش از ۳۰ تولیدکننده ابزارهای بی‌سیم مانند Netgear, D-Link و TRENDnet مورد استفاده قرار می‌گیرند.

## مشخصات کلی
- AR7161 نسل اول پردازنده‌های شبکه کارامد، کم هزینه و قابل توسعه، تولید شرکت Atheros است.
- راهکارهای طراحی کارامدی برای سرویس‌های سه-گانه صدا، ویدئو و داده ارائه می‌دهد.
- با ترکیب AR7161 با چیپست‌های بی‌سیم Atheros IEEE 802.11a, 802.11b, 802.11g و 802.11n می‌توان بهترین راهکارها برای کلاس WLAN برای نقاط
- دسترسی خانگی و سازمانی، برنامه‌های مسیریاب‌ها و gatewayها ارائه نمود.

پردازنده شبکه بی‌سیم AR7161 شامل مجموعهٔ غنی ای از واسط‌ها از قبیل دو پورت USB 2.0 برای چاپ و ذخیره‌سازی شبکه ای بی‌سیم، یک واسط PCM برای سیستم تلفنی VoIP و آنالوگ، و یک واسط I2S برای جریان صوتی از طریق مسیریاب، به منظور پشتیبانی از برنامه‌های چندرسانه ای نسل-بعدی می‌باشد.
- علاوه بر موارد فوق این پردازنده شبکه از واسط PCI 2.3 برای اتصال به ماژول‌های WLAN، واسط‌های اترنت ۱۰/۱۰۰/۱۰۰۰ برای پشتیبانی از اتصالات LAN و WAN تا سرعت‌های گیگابیت همراه یک کنترلر DDR برای پشتیبانی از برنامه‌های پهنای باند بالا استفاده می‌نماید.

## خصوصیات اصلی
- پردازنده‌های Wireless LAN برای نقاط دسترسی خانگی و اداری، مسیریاب‌ها و گیت وی‌ها
- هسته پردازشی ۳۲ بیتی MIPS 24K
- دو اترنت مک ۱۰/۱۰۰/۱۰۰۰
- UART و GPIOهای سرعت بالا
- واسط حافظه DDR و فلش سریال
- واسط PCI 2.3، ۳۲ بیتی، 33/66 MHz
- دو USB 2.0 MAC/PHY مجتمع
- واسط PCM برای پشتیبانی از SLIC (subscriber line interface card)
- واسط I2C برای پشتیبانی مستقیم از یک codec صوتی خارجی
- ارائه شده در درجه‌های دمایی تجاری
- سازگار با استاندارد بدون سرب RoHS

## معماری AR7161

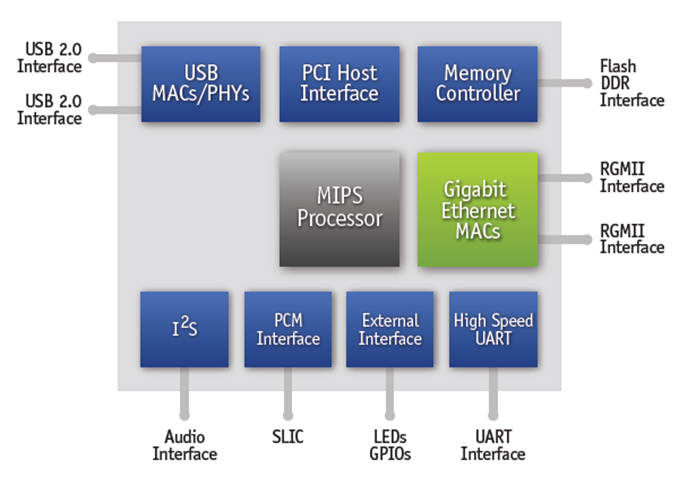
AR7161

## مشخصات AR7161

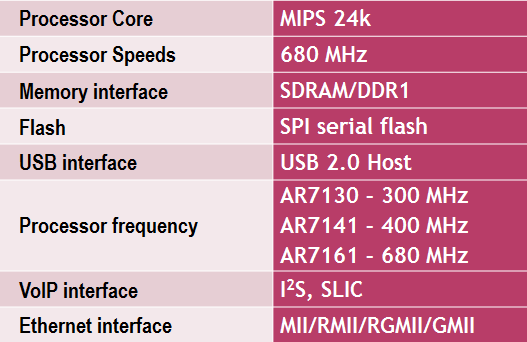
AR7161

## کاربردهای AR7161
AR7161 برای کاربردهای WLAN بهینه شده‌است. این پردازنده شبکه راه کارهایی با کارایی بسیار بالا که از لحاظ قیمت نیز مناسب بازار باشد، ارائه می‌دهد.
برخی از کاربردهای متداول که بوسله AR7161 قابل طراحی است عبارتند از:
- نقاط دسترسی 802.11a/b/g/n و مسیریاب‌های گیگابیتی بسیار کارا
  - نقاط دسترسی 802.11a/b/g/n و مسیریاب‌ها برای پشتیبانی از هر دو طیف 5 GHz و 2.4 GHz نیاز به قدرت پردازشی اضافی دارند
  - قدرت پردازشی ما را قادر به طراحی محصولات کاراتری می‌سازد.
- مسیریاب‌های Wifi چندرسانه ای با USB و واسط‌های صوتی
  - با چیپ ست‌های 802.11n که قابلیت رسیدن به سرعت 450Mbps دارند، برای استفاده از تمام کارایی مسیریاب‌ها و نقاط دسترسی 802.11n بکارگیری پردازنده‌های LAN بی‌سیم ضروری به نظر می‌رسد.
  - AR7161 که 680 MHz ی است به محصولات 802.11n این امکان را می‌دهد که از تمام پتانسیل‌های خود استفاده نمایند.
  - واسط‌هایی مانند USB, I2S و SLIC به مشتریان امکان طراحی راهکارهایی برای پشتیبانی از چاپ، صوت و برنامه‌های VOIP را خواهند دارد.
- نقاط دسترسی و مسیریاب‌های گیگابیتی دو-بانده همزمان
  - نقاط دسترسی و روترهای دو-بانده کارایی بهتری برای استفاده خانگی و اداری ارائه می‌دهند.
  - معماری دو-بانده همزمان به مشتریان امکان طراحی راهکارهایی برای ارائه جریان ویدئویی کیفیت بالا روی فرکانس رادیویی 5 GHz و ارائه عملکردهای داده‌ای مانند ایمیل و وب روی فرکانس رادیویی 2.4 GHz را می‌دهد.
  - Atheros AR7161 راهکار AP/Router دوبانده-همزمان را ارائه می‌دهد که ظرفیتی تا 2x در مقایسه با AP/Routerهای تک بانده (فقط 2.4 GHz) ارائه می‌کند.
- گیت ویVOIP ,Wifi 11n

## مشخصات بارز مجموعه ابزار توسعه
- توسعه زیرساخت‌هایی برای تسریع زمان عرضه به بازار.
  - مجموعه ابزار توسعه نرم‌افزار نقطه دسترسی Atheros برای راهکارهای برپایه-WLAN, Atheros در دسترس می‌باشد.
- درایورهای لینوکس نیز در دسترس است.